# Miss Julie (2014)
Miss Julie is een Noors-Brits-Iers-Franse film uit 2014 geschreven en geregisseerd door Liv Ullmann. De film is gebaseerd op het gelijknamig toneelstuk van August Strindberg.
De film ging in première op 7 september op het Internationaal filmfestival van Toronto en had zijn Belgische avant-première op het Film Fest Gent 2014.

## Verhaal
Een aristocrate (Miss Julie) probeert John, een van haar vaders dienaren te verleiden, wat ontaardt in een psychologisch steekspel en destructief geflirt.

## Rolverdeling
| Acteur           | Personage         |
| ---------------- | ----------------- |
| Jessica Chastain | Miss Julie        |
| Colin Farrell    | John              |
| Samantha Morton  | Kathleen          |
| Nora McMenamy    | Little Miss Julie |

## Productie
Het filmen begon in april 2013. Een van de filmlocaties was het Castle Coole in County Fermanagh (Noord-Ierland).